# Шанрено
Шанрено́ (фр. Champrenault) — коммуна во Франции, находится в регионе Бургундия. Департамент коммуны — Кот-д’Ор. Входит в состав кантона Витто. Округ коммуны — Монбар.
Код INSEE коммуны — 21141.

## Население
Население коммуны на 2010 год составляло 29 человек.
| 1962 | 1968 | 1975 | 1982 | 1990 | 1999 | 2010 |
| ---- | ---- | ---- | ---- | ---- | ---- | ---- |
| 43   | 38   | 36   | 37   | 49   | 41   | 29   |

## Экономика
В 2010 году среди 17 человек трудоспособного возраста (15—64 лет) 10 были экономически активными, 7 — неактивными (показатель активности — 58,8 %, в 1999 году было 59,3 %). Из 10 активных жителей работали 10 человек (5 мужчин и 5 женщин), безработных не было. Среди 7 неактивных 2 человека были учениками или студентами, 3 — пенсионерами, 2 были неактивными по другим причинам.